# Beaver Harbour
Pour les articles homonymes, voir Beaver.
Beaver Harbour est un village du comté de Charlotte, au sud-ouest de la province canadienne du Nouveau-Brunswick. Le village a le statut de DSL. Dans le cadre de la réforme de la gouvernance locale du 1er janvier 2023, le DSL a été annexé à la nouvelle communauté rurale d'Eastern Charlotte.

## Toponyme
En 1783, Samuel Fairlamb nomma le village Belle View. La population n'accepta pas ce nom et utilisèrent plutôt Beaver Harbour à partir de 1784. James Lorimer donna le nom Charlotteport en 1893 mais il ne fut jamais utilisé.

## Géographie

### Situation
Beaver Harbour est situé dans le centre-sud du comté de Charlotte, à 69 kilomètres de route au sud-ouest de Saint-Jean et à 118 km au sud de Fredericton. Le village est bâti au bord du havre Beaver, qui communique au sud avec la baie de Fundy.
Beaver Harbour est enclavé dans la paroisse de Pennfield. Le village de Blacks Harbour n'est situé qu'à 6 km de route au sud-ouest mais la ville la plus proche est Saint-George, à 13,6 km au nord-ouest.

## Histoire
Beaver Harbour est fondé en 1783 par des membres de la Société religieuse des Amis, ou Quakers. C'est à l'époque la seule communauté abolitionniste au Nouveau-Brunswick; un panneau à l'entrée du village dit alors No slave master admitted (aucun maître d'esclave n'est admis). L'établissement est alors considéré comme une partie de Pennfield.
Belleview est aussi fondée en 1783 par des Loyalistes de Pennsylvanie. Belleview compte 200 maisons en 1787, l'année où elle est détruite dans un incendie. Seuls quelques habitants demeurent à cet endroit, la plupart se déplaçant à Pennfield Ridge, à Maces Bay ou ailleurs.

## Démographie
D'après le recensement de Statistique Canada, il y avait 302 habitants en 2006, comparativement à 363 en 2001, soit une baisse de 16,8 %. Le village compte 147 logements privés dont 130 occupés par des résidents habituels. Beaver Harbour a une superficie de 2,16 km2 et une densité de population de 140,0 habitants au km2.
En 2021, le village compte 291 habitants et a une surface de 2,25 km2, portant sa densité de population à 129,3 habitants au km2.
| 2001 | 2006 | 2011 | 2016 | 2021 |
| ---- | ---- | ---- | ---- | ---- |
| 363  | 302  | 310  | 277  | 291  |

## Économie
Entreprise Charlotte, membre du Réseau Entreprise, a la responsabilité du développement économique.

## Administration

### Comité consultatif
En tant que district de services locaux, Beaver Harbour est administré directement par le Ministère des Gouvernements locaux du Nouveau-Brunswick, secondé par un comité consultatif élu composé de cinq membres dont un président.

### Commission de services régionaux
Beaver Harbour fait partie de la Région 10, une commission de services régionaux (CSR) devant commencer officiellement ses activités le 1er janvier 2013. Contrairement aux municipalités, les DSL sont représentés au conseil par un nombre de représentants proportionnel à leur population et leur assiette fiscale. Ces représentants sont élus par les présidents des DSL mais sont nommés par le gouvernement s'il n'y a pas assez de présidents en fonction. Les services obligatoirement offerts par les CSR sont l'aménagement régional, l'aménagement local dans le cas des DSL, la gestion des déchets solides, la planification des mesures d'urgence ainsi que la collaboration en matière de services de police, la planification et le partage des coûts des infrastructures régionales de sport, de loisirs et de culture; d'autres services pourraient s'ajouter à cette liste.

### Représentation et tendances politiques
Nouveau-Brunswick: Beaver Harbour fait partie de la circonscription provinciale de Charlotte-Les-îles, qui est représentée à l'Assemblée législative du Nouveau-Brunswick par Rick Doucet, du Parti libéral. Il fut élu en 2006 et réélu en 2010.
 Canada: Beaver Harbour fait partie de la circonscription électorale fédérale de Nouveau-Brunswick-Sud-Ouest, qui est représentée à la Chambre des communes du Canada par Gregory Francis Thompson, ministre des Anciens Combattants et membre du Parti conservateur. Il fut élu lors de la 40e élection fédérale, en 1988, défait en 1993 puis réélu à chaque fois depuis 1997.

## Vivre à Beaver Harbour
Beaver Harbour possède un important port, utilisé surtout pour la pêche et l'aquaculture. Le village compte aussi un bureau de poste. Le détachement de la Gendarmerie royale du Canada le plus proche est à Saint-George.
Il y a des écoles primaires et secondaires ainsi qu'une bibliothèque publique à Saint-George. Saint-Andrews compte le NBCC-Saint-Andrews ainsi que le Centre des sciences de la mer Huntsman. Des universités offrant un plus grand nombre de formations se trouvent à Fredericton et Saint-Jean. Il n'y a aucune école francophone dans le comté, les plus proches étant à Saint-Jean ou Fredericton. Les établissements d'enseignement supérieurs les plus proches sont quant à eux situés dans le Grand Moncton.
Les anglophones bénéficient du quotidien Telegraph-Journal, publié à Saint-Jean, et de l'hebdomadaire Saint Croix Courier, publié à Saint-Stephen. Les francophones ont accès par abonnement au quotidien L'Acadie nouvelle, publié à Caraquet, ainsi qu'à l'hebdomadaire L'Étoile, de Dieppe.